# Нижняя Банновка
Нижняя Банновка — село в Красноармейском районе Саратовской области.
Основано в XVIII веке как поселение Ватага.
Население — 508 (2010) человек.

## История
Основано в XVIII веке беглыми крестьянами. Крестьянами была образована рыболовецкая артель – ватага. Это название – Ватага – и закрепилось за этим поселением первоначально до официального регистрации села в 1840 году в связи открытием здесь пристани. Жители Ватаги беспошлинно ловили волжскую рыбу, сажали хлеб на полях, выращивали скот на заливных лугах и разводили огороды на островах и дворовых территориях.
В конце XIX века в селе имелись сельская школа, магазины и лавки, пристань с тремя причалами (пассажирский, хлебный и лесной) и 27 различных промышленных и ремесленных заведений, к 1891 году функционировало училище.
В 1918 году в Нижней Банновке начинает работать сельский совет. В 1920 году создаётся сельпо (сельское потребительское общество), в 1925 году начинает работать рабочее кредитное товарищество «Отпор нужде», в 1927 году организуется изба-читальня. В 1928 году в селе было создано коллективное товарищество по совместной обработке земли, которое в 1929 году было преобразовано в колхоз «Трудовое знамя». Новый колхоз занялся выращиванием зерна, плодов, коров, овец, свиней. В 1930 году строится механизированный амбар. В 1933 году организована Нижнебанновская МТС.
C 1922 года село входило в состав Золотовского кантона Трудовой коммуны немцев Поволжья, с 1924 года — Золотовского кантона АССР немцев Поволжья. В 1941 году после ликвидации АССР немцев Поволжья село, как и другие населённые пункты Золотовского кантона (преобразован в Золотовский район), было включено в состав Саратовской области.
В годы Великой Отечественной войны на фронт отправились 162 жителя села, 96 из них не вернулось в село.
В марте 1961 года колхоз «Трудовое знамя» был реорганизован, и на основе его было образовано отделение совхоза «Гвардейский». Но уже в 1970 году на базе Нижнебанновского отделения совхоза был создан плодосовхоз «Белогорский», который в основном специализировался на производстве плодов, ягод, зерна и продукции животноводства.

## Физико-географическая характеристика
Село находится в пределах Приволжской возвышенности, являющейся частью Восточно-Европейской равнины, на правом высоком берегу Волги. Банновка расположена между двух больших оврагов Жилой Банный и Пустой Банный. Эти овраги соединяются в одной точке и образуют залив Банный. В отличие от большинства других прибрежных сёл, которые вытянуты вдоль берега, Нижняя Банновка вытянута перпендикулярно прибрежной линии и образует фигуру, напоминающую острый треугольник, вершина которого устремлена к Волге. Высота центра населённого пункта — 46 метров над уровнем моря. В окрестностях распространены каштановые почвы.
По автомобильным дорогам расстояние до областного центра города Саратова составляет 120 км, до районного центра города Красноармейск — 49 км. 
Климат
Климат умеренный континентальный (согласно классификации климатов Кёппена - Dfa). Многолетняя норма осадков — 395 мм. Наибольшее количество осадков выпадает в июне — 44 мм, наименьшее в марте — 21 мм. Среднегодовая температура положительная и составляет + 6,8 С, средняя температура самого холодного месяца января — -9,7 С, самого жаркого месяца июля — +22,8 С.
Часовой пояс
Нижняя Банновка, как и вся Саратовская область, находится в часовой зоне МСК+1. Смещение применяемого времени относительно UTC составляет +4:00.

## Население
Динамика численности населения
| 1897 | 1911 | 1987 | 2002 |
| ---- | ---- | ---- | ---- |
| 883  | 820  | ≈610 | 533  |

| 1862 | 1886 | 1891 | 1926  | 2002 | 2010 |
| ---- | ---- | ---- | ----- | ---- | ---- |
| 440  | ↗673 | ↘623 | ↗1154 | ↘536 | ↘508 |